# Taxillus ferrugineus
Taxillus ferrugineus là một loài thực vật có hoa trong họ Loranthaceae. Loài này được (Jack) Bân miêu tả khoa học đầu tiên năm 1984.